# Nabil Ben Yadir
Nabil Ben Yadir (Molenbeek-Saint-Jean, 24 febbraio 1979) è un attore e regista belga.

## Biografia
Intraprende la carriera cinematografica inizialmente come attore, per poi passare al ruolo da regista.

## Filmografia

### Regista
- Les Barons (2009)
- La Marche (2013)
- Blind Spot (Dode Hoek) (2017)
- Animals (2022)

### Attore
- Au-delà de Gibraltar, regia di Taylan Barman e Mourad Boucif (2001)
- Cacciatore di teste (Le Couperet), regia di Costa-Gavras (2005)
- 9 mm, regia di Taylan Barman (2008)
- Les Barons, regia di Nabil Ben Yadir (2009)

## Riconoscimenti
Premio Lumière
- 2014
  - Candidatura a migliore sceneggiatura per La Marche

Premio Magritte
- 2011
  - Candidatura a miglior film per Les Barons
  - Candidatura a miglior regista per Les Barons
  - Candidatura a migliore sceneggiatura per Les Barons
- 2015
  - Candidatura a miglior film per La Marche
  - Candidatura a miglior regista per La Marche
  - Candidatura a migliore sceneggiatura per La Marche
- 2018
  - Candidatura a miglior film per Blind Spot
  - Candidatura a miglior regista per Blind Spot
- 2023
  - Candidatura a miglior film per Animals
  - Candidatura a miglior regista per Animals
  - Candidatura a migliore sceneggiatura per Animals